# Овид (Колорадо)
Овид (енгл. Ovid) град је у америчкој савезној држави Колорадо.

## Демографија
По попису из 2010. године број становника је 318, што је 12 (-3,6%) становника мање него 2000. године.
| Група             | 2000.       | 2010.       |
| Белци             | 256 (77,6%) | 240 (75,5%) |
| Афроамериканци    | 6 (1,8%)    | 0 (0,0%)    |
| Азијати           | 3 (0,9%)    | 2 (0,6%)    |
| Хиспаноамериканци | 62 (18,8%)  | 71 (22,3%)  |
| Укупно            | 330         | 318         |